# Idiogramma elbakyanae
Espèce
Idiogramma elbakyanae est une espèce d'Insectes Hyménoptères de la famille des Ichneumonidae et du genre Idiogramma. Cette guêpe parasitoïde est endémique du Mexique et son nom est un hommage aux actions libératrices des connaissances scientifiques d'Alexandra Elbakyan.

## Étymologie
Idiogramma elbakyanae a été décrite par l'entomologiste russe Andrey I. Khalaim en 2017 (Institut de zoologie de l'Académie des sciences de Russie, Saint-Pétersbourg, Russie).
Le nom de genre, Idiogramma, provient du latin idio-, lui même du grec ancien ἴδιος, idios (« propre », « particulier ») ; et du latin gramma, lui-même du grec ancien γράμμα, gramma (« lettre », « écriture ») ; soit littéralement « ce qui est propre à l'écrit », probablement en raison de la longueur de l'ovipositeur des femelles.
L'épithète de cette espèce, elbakyanae, a été donnée en l'honneur d'Alexandra Elbakyan, créatrice du service internet Sci-Hub, qui permet un accès gratuit (mais illégal) à la littérature scientifique. Ceci, selon son découvreur, afin « de commémorer sa contribution à rendre le savoir scientifique accessible à tous les chercheurs ».

### Réactions
En réaction à la publication de l'article d'A. Khalaim le 31 août 2017, les médias scientifiques populaires russes y voient le symbole identifiant A. Elbakyan comme un parasite se nourrissant des éditeurs scientifiques. A. Elbakyan réagit en suspendant le service Sci-Hub pour les utilisateurs provenant de Russie du 5 au 9 septembre. Elle déclare, alors, sur le frontispice de son site internet et dans les médias russes, qu'elle est victime d'une cabale de la part des libéraux russes, que la comparer à un parasite est une « injustice extrême », et que ce sont les éditeurs scientifiques qui sont, eux, de véritables parasites,,. A. Khalaim déclare par la suite ne pas avoir voulu offenser A. Elbakyan et qu'il s'agit d'un malentendu : Idiogramma elbakyanae est pour lui une très belle espèce et un parasitoïde est un prédateur, pas un parasite.

## Description

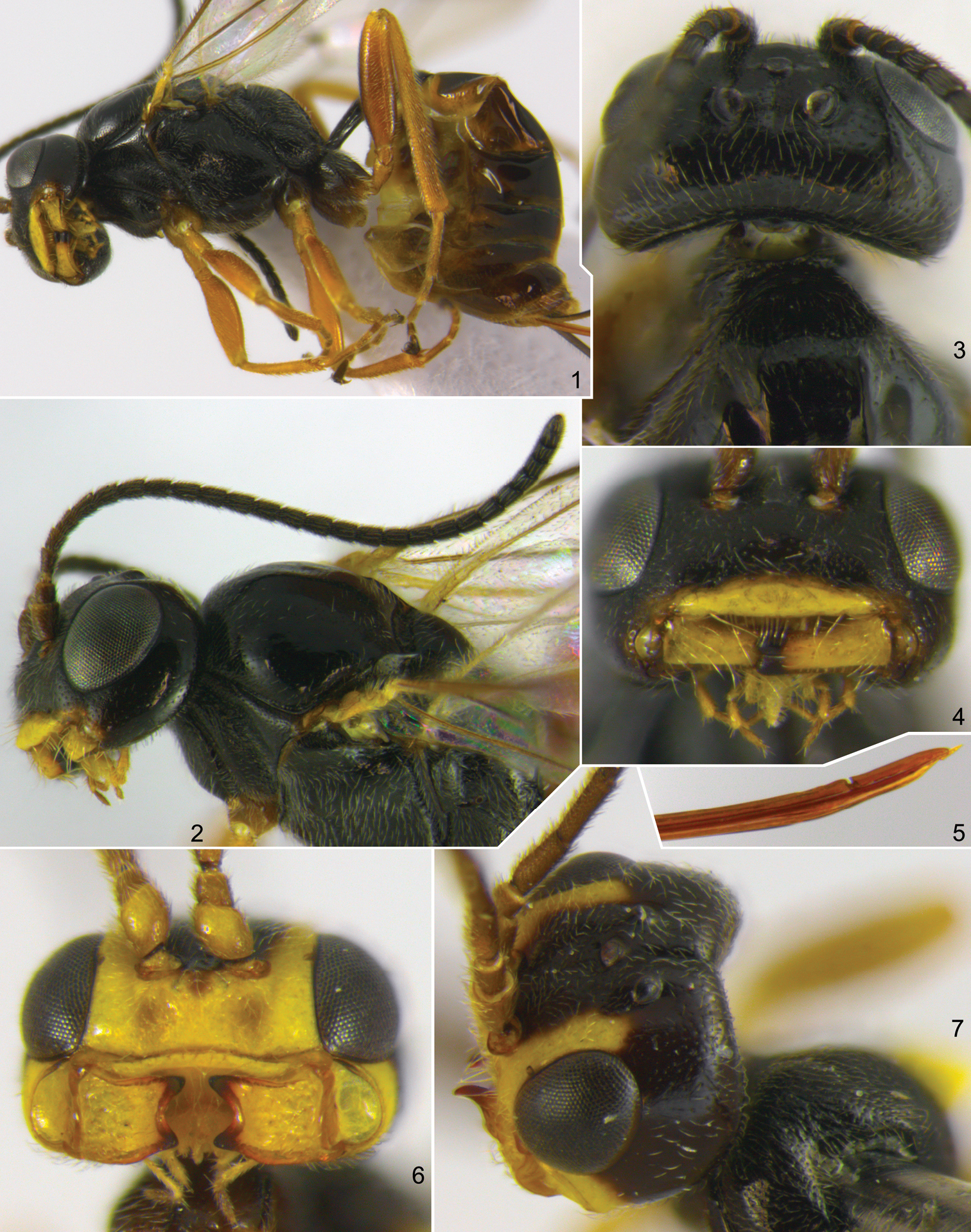
Espèces similaires: Gelanes horstmanni (1, 2, 4, 5 - femelle et 3 - mâles) ; Idiogramma comstockii (6, 7 - femelle).

Idiogramma elbakyanae a été décrite à partir d'un spécimen femelle et de trois spécimens mâles. Il s'agit d'une petite Ichneumonidae trapue, noire brunâtre marquée de jaune, de 3,8 mm de long et aux ailes de 3,9 mm de long. Sa tête, brune à noire, est ronde, aux joues jaunâtres et munie de longues antennes comportant 23 flagellomères.  Le clypeus et les mandibules sont jaunes. L'ovipositeur de la femelle est particulièrement long, supérieur à la longueur totale du corps. Les pattes, quant à elles, sont majoritairement brunes et légèrement tachées de jaune.
Idiogramma elbakyanae est classée dans le genre Idiogramma, un genre holarctique alors composé de 6 espèces (2 paléarctiques, 3 néarctiques et 1 holarctique).
Elle se distingue des espèces néarctiques proches par l'absence de carène occipitale dans les parties dorsale et latérale ; des joues plus longues et saillantes que les espèces Idiogramma alysiina et Idiogramma euryops. Elle diffère de l'espèce étroitement apparentée Idiogramma comstockii par les caractéristiques suivantes : l'ovipositeur est allongé (la gaine de l'ovipositeur est 4,2 fois plus longue que celle du tibia postérieur, et non 2,4 comme chez les autres espèces) ; le front est convexe, sans entaille médiane; les mandibules se rétrécissent fortement vers l'apex et sont plus larges dans la partie basale que dans l'apicale.

## Éthologie
À l'instar des Ichneumonidae, Idiogramma elbakyanae est une guêpe parasitoïde d'autres insectes. Plus précisément, grâce à son ovipositeur, la femelle introduit un œuf au sein d'un autre insecte dans lequel la larve se développe en se nourrissant de ses organes internes. Les espèces du genre Idiogramma sont plus particulièrement prédatrices d'Hyménoptères du genre Xyela (Xyelidae), dont certaines larves se nourrissent des fleurs mâles de Pins quand d'autres produisent des galles dans les parties végétatives.

## Écologie et répartition

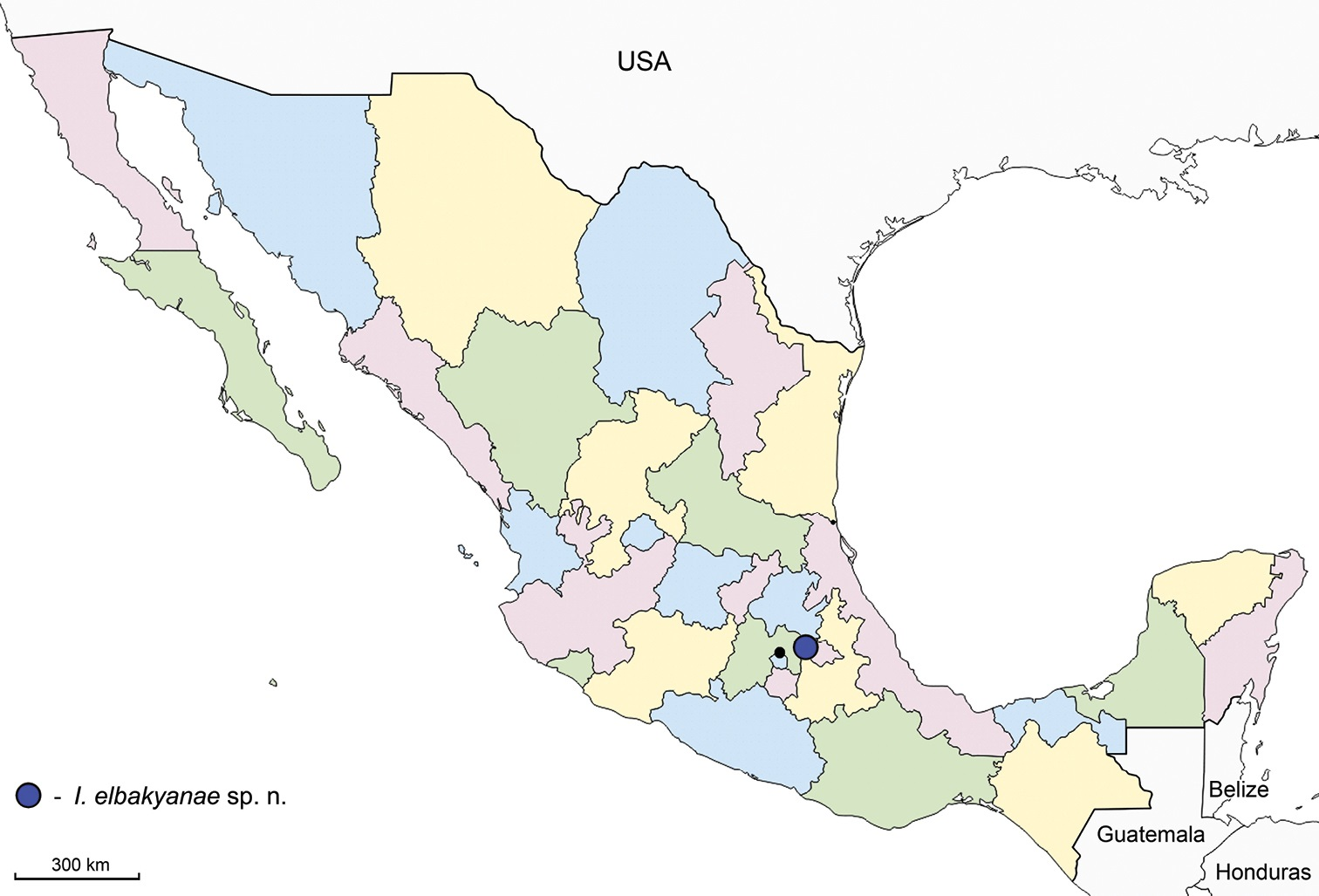
Répartition d'Idiogramma elbakyanae au Mexique

Idiogramma elbakyanae a été découverte dans l'État de Tlaxcala au Mexique . Les individus étudiés ont été capturés grâce à une tente Malaise dans une forêt mixte composée de Pins et de Chênes, à une altitude comprise entre 2830 et 2900 m.